# Homero Manzi
Homero Manzi (Añatuya, Santiago del Estero; 1 de noviembre de 1907-Buenos Aires; 3 de mayo de 1951), cuyo nombre de nacimiento era Homero Nicolás Manzione, fue un poeta, político, guionista, periodista y director de cine clásico argentino, autor de varios tangos y milongas muy famosos, entre ellos Barrio de tango, Malena (con música de Lucio Demare), Milonga sentimental (con música de Sebastián Piana), Romance de Barrio y Sur (con música de Aníbal Troilo). Adhirió desde muy joven a la Unión Cívica Radical, donde fue un claro exponente de la ideología yrigoyenista. En su juventud vivió en el barrio de Pompeya, de la ciudad de Buenos Aires, que le sirvió de inspiración para muchos de sus tangos. Hoy una calle del barrio lleva su nombre y hay una imagen en la plaza principal que recuerda su figura y su paso por FORJA (Fuerza de Orientación Radical de la Joven Argentina). El documental Homero Manzi, un poeta en la tormenta, dirigido por Eduardo Spagnuolo, refleja la vida del poeta. Era hincha fanático del Club Atlético Huracán. Fue dos veces presidente de la Sociedad Argentina de Autores y Compositores (SADAIC).

## Biografía
Fue el quinto hijo de Luis Manzione, modesto hacendado, y de Ángela Prestera, entrerriana de Concepción del Uruguay, y tuvo ocho hermanos. Nació en la Estancia del estanciero Carlo Rosso, natural de Genova y emparentado con los Manzione a través de su esposa. Se crio en Añatuya, provincia de Santiago del Estero, hasta los nueve años; cuando fue trasladado por su madre a Buenos Aires en tanto el padre permanecía trabajando en Añatuya. La familia regresaba de vacaciones a su ciudad natal. De su infancia en el barrio de Pompeya data su familiaridad con la cultura del arrabal porteño, siempre presente en su obra; sin embargo, Manzi destacaba su filiación del interior y, en ocasiones, firmó con el seudónimo Arauco ("rebelde" en quichua), para enfatizar su afinidad con la identidad santiagueña.
En Buenos Aires, trabó amistad con Sebastián  Piana y Cátulo Castillo, quien fue otro destacado letrista de tango, y por su influencia, y sobre todo de su padre José González Castillo, un escritor de cierto renombre, se dedicó a la literatura. Aún adolescente se vinculó al teatro, escribiendo, dirigiendo y actuando en producciones locales, en tanto escribía letra de canciones. En 1922 escribió la primera de sus letras que se conserva, ¿Por qué no me besás?, grabada por Ignacio Corsini en 1926. De esa época data el tango Viejo ciego, que presentó al concurso de la revista El Alma que Canta.

## Periodismo y docencia
Tras una breve incursión en el periodismo, Manzi trabajó como profesor de literatura y en los colegios nacionales Mariano Moreno y Domingo Faustino Sarmiento hasta 1930. Afiliado a la Unión Cívica Radical, debido a su apoyo militante al derrocado Hipólito Yrigoyen, y por su rol activista de la Reforma Universitaria, el gobierno de facto de José Félix Uriburu lo encarceló por un tiempo breve y lo expulsó de ambas cátedras. Exonerado de sus responsabilidades docentes, se dedicó enteramente al arte; organizó una compañía de danza con la que salió de gira por el interior del país, por Chile y por Perú.

## Música
El renovado contacto con los géneros folclóricos lo estimuló, junto con Sebastián Piana, a revalorizar el alicaído género de la milonga. Su Milonga del 900 (1932) marcó la renovación del género, al que aportó una complejidad poética sin precedentes; la Milonga sentimental, poco posterior, fue grabada por Carlos Gardel. En 1941 compuso el tango "Malena", con música de Lucio Demare, según todos los indicios inspirada en y dedicada a Nelly Omar, y en  1948 compuso Sur, con música de Aníbal Troilo, dos de sus tangos más famosos que se han convertido en clásicos del género y que se siguen ejecutando en la actualidad. En su honor existe la Casa Cultural del Tango Homero Manzi, en la ciudad de Medellín, en Colombia, fundada en 1988.

Dibujo de Manzi en la esquina que lleva su nombre, en Buenos Aires.

## FORJA
En 1935, insatisfecho con la dirección alvearista de la Unión Cívica Radical participó de la fundación de FORJA (Fuerza de Orientación Radical de la Joven Argentina) junto con Arturo Jauretche, Luis Dellepiane y Raúl Scalabrini Ortiz. FORJA, un movimiento que preconizaba el retorno a los principios federalistas de la Constitución, hispanoamericanista y antiimperialista, criticó activamente la política del gobierno durante la llamada Década Infame por su sumisión a los intereses del capital internacional. No menos crítico con la oposición de Alvear, cuya complicidad con los intereses de la burguesía porteña era patente, Manzi resaltó los efectos perniciosos de la introducción de capitales extranjeros para con el interior; de acuerdo a una conocida definición suya, "Santiago del Estero no es una provincia pobre, sino una provincia empobrecida". Sus acciones le valieron ser expulsado de la Facultad de Derecho.
Durante esos años redobló su producción literaria, e incursionó en el cine. Ya había musicalizado algunas películas, pero produjo en estos años varios guiones, entre ellos el de Nobleza gaucha, de Sebastián Naón —la película muda de más éxito de la historia del cine argentino—, Escuela de campeones, Todo un hombre (con Francisco Petrone), Donde mueren las palabras y Rosa de América. Adaptó también para el cine, en colaboración con Ulyses Petit de Murat, la novela La guerra gaucha, de Leopoldo Lugones, que dirigió Lucas Demare con el mismo nombre en 1942. Ese año fundó la productora Artistas Argentinos Asociados, junto con Petrone, Demare, Sebastián Chiola y el productor García Smith, empresa que llegó a ser uno de los pilares de la cinematografía nacional.

## El peronismo
El historiador Horacio Salas al referirse a la evolución política de Manzi señaló: 

"Incluso durante la campaña presidencial de 1946, Homero Manzi continuaba militando en la UCR y -en contradicción con sus posturas frente al alvearismo- ni siquiera se alejó cuando el comando Unionista dispuso la formación de la Unión Democrática."

Recién a fines de 1947 Manzi se acercó al peronismo por lo cual fue expulsado del radicalismo, lo que motivó que el 16 de diciembre de 1947 pronunciara un discurso "Tablas de sangre del Radicalismo", en horario central por Radio Belgrano en el cual entre otros conceptos dijo que "Perón, como dijo Farías Gómez, es el reconductor de la obra inconclusa de Yrigoyen. Mientras siga siendo así, nosotros continuaremos creyéndole, seremos solidarios con la causa de su revolución que es esencialmente nuestra propia causa. Nosotros no somos ni oficialistas ni opositores: somos radicales revolucionarios".
En 1948 fue elegido presidente de la Sociedad Argentina de Autores y Compositores (S.A.D.A.I.C.). Ese mismo año dirigió Pobre mi madre querida, sobre guion propio. En 1950 repitió con El último payador. Para ese entonces, sin embargo, se encontraba ya gravemente enfermo de cáncer. Seguía escribiendo, colaborando sobre todo con Aníbal Troilo, para quien escribiera la letra del tango "Sur". Poco antes de su muerte compuso dos payadas — Payada para Perón y Payada para Evita— por pedido de  Hugo del Carril. El 3 de mayo de 1951 falleció en Buenos Aires.

## Manzi y la censura
A partir de 1943 dentro de una campaña iniciada por la dictadura militar de 1943 que obligó a suprimir el lenguaje lunfardo, como así también cualquier referencia a la embriaguez o expresiones que en forma arbitraria eran consideradas inmorales o negativas para el idioma o para el país, así, por ejemplo, se prohibió la emisión por radio de Cafetín de Buenos Aires, por su supuesto pesimismo y por la comparación entre el cafetín y la madre.
Las restricciones continuaron al asumir el gobierno constitucional del general Juan Domingo Perón y en 1949 directivos de SADAIC le solicitaron al administrador de Correos y Telecomunicaciones en una entrevista que se las anularan, pero sin resultado. Obtuvieron entonces una audiencia con Perón, que se realizó el 25 de marzo de 1949, y el presidente –quien afirmó que ignoraba la existencia de esas directivas- las dejó sin efecto.
En enero de 1950, SADAIC cuestionó a Radio El Mundo por aplicar criterios restrictivos sobre los temas de las canciones. En 1952 la entidad de los autores acordó con las autoridades una lista de canciones populares que por razones de buen gusto o decoro idiomático no debían pasarse por radio. Opina al respecto el escritor Oscar Conde que en definitiva, SADAIC no cuestionaba la censura en sí misma sino quién la aplicaba. En octubre de 1953 se aprobó la Ley de Radiodifusión N.º 14.241, que no tenía previsiones sobre el uso del lenguaje popular en radio pero las restricciones en alguna medida continuaron.
El tango Tal vez será mi alcohol fue compuesto el 27 de mayo de 1943 con letra de Manzi y música de Lucio Demare. En ese mismo año lo grabaron Lucio Demare con Raúl Berón y Aníbal Troilo con Alberto Marino. La prohibición oficial de términos lunfardos e inconvenientes obligó a Manzi a reformar el título, que pasó a ser «Tal vez será su voz», y a modificar la letra. Para que la protagonista no fuera ya la muchacha que trabajaba en el cabaré hasta la madrugada, no se la retrataba «a la luz del alba» sino «al sol de la mañana».

## Filmografía
Director
- El último payador (1950)
- Pobre mi madre querida (1948)

Guionista
- Pampa salvaje (1966)
- Con la música en el alma (1951)
- Escuela de campeones (1950)
- El último payador (1950)
- De padre desconocido (1949)
- Pobre mi madre querida (1948)
- Como tú lo soñaste (1947)
- Nunca te diré adiós (1947)
- Rosa de América (1946)
- Donde mueren las palabras (1946)
- Pampa bárbara (1945)
- Su mejor alumno (1944)
- Todo un hombre (1943)
- Eclipse de sol (1942)
- El viejo Hucha (1942)
- El camino de las llamas (1942)
- La guerra gaucha (1942)
- Ceniza al viento (1942)
- Fortín Alto (1941)
- Confesión (1940)
- Con el dedo en el gatillo (1940)
- Huella (1940)
- Turbión (1938)
- Nobleza gaucha (1937)

Música
- ¡Arriba juventud!(1971)
- Fortín Alto (1941)
- La canción que tú cantabas (1939)
- Los caranchos de la Florida (1938)
- El hombre que nació dos veces (1938)
- Las de Barranco (1938)
- ¡Tango! (1933)

Temas musicales
- Corrientes... calle de ensueños! (1948)
- Pasaporte a Río (1948)
- El viejo Hucha (1942)
- Una vez en la vida (1941)
- La casa del recuerdo (1939)
- Puerta cerrada (1938)
- Nobleza gaucha (1937)